# دنیای دن کامیلو
دنیای دن کامیلو (به انگلیسی: The World of Don Camillo) فیلمی است محصول سال ۱۹۸۳ و به کارگردانی ترنس هیل است. در این فیلم بازیگرانی همچون ترنس هیل، کالین بلکلی، میمسی فارمر، لو آیرس، سام ویپل، اندی لواوتو، آلن آربس، روبرتو بونینسنیا، روبرتو پروزو، لوچانو سپینوسی و کارلو آنچلوتی ایفای نقش کرده‌اند.